# La Fuente (Manizales)
La Fuente es una de las doce comunas de la ciudad de Manizales. Esta comuna está conformada por 22 barrios, antiguamente denominada "Comuna 10", limita con las comunas de Estación, Cumanday, La Macarena, Universitaria y Palogrande.

## División
La comuna está conformada por 22 barrios, los cuales son:
| - Alférez Real - Arrayanes - Bajo Andes - Bajo Prado - Cervantes - El Palmar - Colombia - El Paraíso - Eucaliptos - Gonzáles - Guamal - La Isabela - Las Águilas - Marmato - Nevado - Panamericana - Persia - Prado - Santos - Uribe - Vélez - Villacarmenza |

## Sitios de interés
Guamal
- Meals de Colombia (fábrica de helados)

Uribe
- Clínica Manizales

Vélez
- Cementerio San Esteban